# Repeat
«Repeat» — песня французского диджея Давида Гетта при участии британской певицы Джесси Джей с его пятого студийного альбома Nothing but the Beat (2011).
В музыкальном плане «Repeat» — это поп-песня в среднем темпе, с текстом, в котором Джесси танцует в такт. Музыкальные критики положительно отозвались о песне, высоко оценив вокальное исполнение Джесси.

## Композиция
Авторы песни: Джесси Джей, Invisible Men, Эли Теннант, Давид Гетта, Джорджио Туинфорт, Фредерик Ристерер и продюсер Гетта. В этой песне звучит вокал английской певицы и автора песен Джесси Дж.

## Критика
Скотт Шетлер из PopCrush сказал: «Гетта мудро избегает синтезаторных петель в среднетемповом треке „Repeat“ и вместо этого позволяет Джесси Джей продемонстрировать свой голос: „I wanna know was I the one, or just the chick on the side? / I gave it all, broke it down my walls, don’t you dare say I didn’t try“. Заразительный хук делает „Repeat“ одной из самых весело звучащих песен о расставании, которые мы можем вспомнить». Роберт Копси из Digital Spy дал отзыв: «Сочетание холодной мелодии, эмоционального вокала и более прогрессивной мелодии делает эту песню первой для Гетта. „Repeat“ немного напоминает нам о „When Love Takes Over“, не такая большая комната, но такой же переходный процесс. Хотя вокал Джесси Джей приятен, он не заставляет нас думать, что это будет трек, выходящий за рамки какого-либо жанра».

## Позиция в чартах
В Великобритании «Repeat» достигла 108-й строчки в UK Singles Chart 9 октября 2011 года. Он также попал в европейский Топ-100, где достиг 69 места.

## Участники записи
- Джесси Джей — написание песни и вокал
- The Invisible Men — автор песни
- Ali Tennant — автор песни
- Давид Гетта — автор песни, продюсирование и все инструменты
- Giorgio Tuinfortt — автор песни, продюсер
- Frédéric Riesterer — автор песни, продюсер

## Чарты
| Чарт (2011)                          | Позиция |
| ------------------------------------ | ------- |
| UK Singles (Official Charts Company) | 108     |

## Хронология выхода
| Страна         | Дата            | Формат           | Лейбл       |
| -------------- | --------------- | ---------------- | ----------- |
| Великобритания | 29 августа 2011 | Digital download | Virgin, EMI |
| Австралия      | 20 марта 2013   | Mainstream radio | Virgin, EMI |